# Микрофон-87
«Mikrofons-87» (рус. Микрофон-87) — конкурс эстрадной песни, проходивший в Латвийской ССР в 1987 году в рамках ежегодного конкурса «Mikrofons».
Конкурс в 1987 году проводился в 15-й раз; в нём приняли участие 59 песен, написанных и исполненных латвийскими авторами. Слушателям отныне предлагалось не просто назвать лучшую песню, а заполнить специальные анкеты, согласно которым каждая песня получала то или иное количество баллов.
Заключительный концерт конкурса прошёл в рижском Дворце спорта. Его запись была показана по Латвийскому телевидению; лучшие песни конкурса выпущены на грампластинке.

## Победители конкурса
Бесспорную победу одержала песня, которую написали и исполнили малоизвестные авторы-исполнители братья Арис и Саулцерис Зиемели, — «Uzsniga sniedziņš balts» (рус. Выпал белый снежок). Её назвали лучшей 28 процентов от общего числа участников опроса, в то время как песни, занявшие второе и третье место, набрали 7 и 5 процентов соответственно. Переход к балльной системе оценки выразился в астрономической сумме баллов, набранных песней-победителем — 127 219.
Предвестником «Поющей революции» можно считать патриотичную песню группы «Опус» «Sena kalpu dziesma», занявшую 4-е место.
Первые 8 мест распределились следующим образом:
| Место | Название песни                                  | Исполнитель                         | Автор музыки, автор текста                               |
| ----- | ----------------------------------------------- | ----------------------------------- | -------------------------------------------------------- |
| 1     | Uzsniga sniedziņš balts рус. Выпал белый снежок | Арис и Саулцерис Зиемели            | Арис и Саулцерис Зиемели Марис Чаклайс                   |
| 2     | Gandrīz tautasdziesma рус. Почти народная песня | группа «Pērkons»                    | Юрис Кулаков Марис Мелгалвс                              |
| 3     | Mežā рус. В лесу                                | Олга Раецка, группа «Turaidas Roze» | Имантс Калныньш Сароджини Найду, перевод Ольги Лисовской |
| 4     | Sena kalpu dziesma рус. Старинная песня слуг    | группа «Опус»                       | Зигмарс Лиепиньш Каспарс Димитерс                        |
| 5     | Princesīte рус. Принцесса                       | группа «Saime»                      | Юрис Павитолс Анна Ранцане                               |
| 6     | Dzērvenīte рус. Клюква                          | группа «Ferrum»                     | Айварс Лапшанс                                           |
| 7     | Tālu aizgāja рус. Далеко ушёл                   | группа «Jumprava»                   | Айгарс Грауба                                            |
| 8     | Daugava рус. Даугава                            | группа «Эолика»                     | Борис Резник Дайнис Добелниекс                           |

Другие песни, прозвучавшие на финальном концерте:
| Место | Название песни                                           | Исполнитель                     | Автор музыки, автор текста         |
| ----- | -------------------------------------------------------- | ------------------------------- | ---------------------------------- |
| —     | Likteņlīnijas рус. Линии судьбы                          | группа «Remix»                  | Улдис Мархилевич Янис Балтаусс     |
| —     | Dārza valsis рус. Вальс в саду                           | Рита Тренце и Улдис Стабулниекс | Улдис Стабулниекс Виктор Калныньш  |
| —     | Nāk nakts рус. Приходит ночь                             | группа «Метроном»               | Алдис Штейманис Клавс Элсбергс     |
| —     | Vējš рус. Ветер                                          | группа «Zodiac»                 | Янис Лусенс Гунтарс Рачс           |
| —     | Svētuguns рус. Священный огонь                           | группа «Opus Pro»               | Гунтис Вецгайлис Нормундс Бельскис |
| —     | Lūgums рус. Просьба                                      | Юрис Хирш и Харийс Озолс        | Юрис Хирш Харийс Озолс             |
| —     | Romance рус. Романс                                      | группа «Neptūns»                | Ингус Шплитс Гунтарс Рачс          |
| —     | Noliec galvu manā klēpī рус. Положи голову мне на колени | Маргарита Вилцане               | Зигмарс Лиепиньш Элина Залите      |

## Диски с песнями конкурса
По итогам конкурса «Микрофон-87» Всесоюзная фирма грамзаписи «Мелодия» в 1988 году выпустила диск-гигант с 8 песнями из числа победителей конкурса (С60 26731 000). В 1989 году диск был выпущен дополнительным тиражом.
Сторона 1:
1. Выпал белый снежок (4:20)
2. Линии судьбы (5:27)
3. Почти народная песня (4:51)
4. Даугава (2:57)
Сторона 2:
5. Вальс в саду (2:47)
6. Далеко ушёл (3:46)
7. В лесу (4:00)
8. Старинная песня слуг (6:23)